# Ephebopus cyanognathus
Ephebopus cyanognathus är en spindelart som beskrevs av West och Marshall 2000. Ephebopus cyanognathus ingår i släktet Ephebopus och familjen fågelspindlar.
Artens utbredningsområde är Franska Guyana. Inga underarter finns listade i Catalogue of Life.